# Curtis White
Curtis White (* 28. September 1995 in Duanesburg) ist ein US-amerikanischer Radrennfahrer, der auf Cyclocross spezialisiert ist.

## Sportlicher Werdegang
White stammt aus einer radsport-begeisterten Familie, auch seine Schwester Emma White war im Cyclocross und Bahnradsport aktiv. Bereits als Junior absolvierte White neben Rennen in Nordamerika jedes Jahr einige Wochen in Europa. 2016 gewann er beim Nachwuchs-Straßenrennen Tour Alsace den Prolog. Bei den Panamerika-Meisterschaften im Cyclocross holte er fast jedes Jahr eine Medaille. Seine wichtigsten Erfolge waren der Sieg bei den Panamerika-Meisterschaften 2018 und den US-Meisterschaften 2022. In Nordamerika gewann er bis einschließlich 2024 über 40 Rennen. Seine beste Platzierung bei Weltmeisterschaften war der 12. Rang 2022, im Weltcup der 13. Platz in Dendermonde 2020. Nach dem Weltcup 2024/2025 will er seine Karriere beenden.

## Erfolge

### Cyclocross
2014/2015
 Panamerika-Meister (U23)
2015/2016
 Panamerika-Meisterschaften (U23)
2016/2017
 Panamerika-Meister (U23)
2018/2019
 Panamerika-Meister
2019/2020
 Panamerika-Meisterschaften
2021/2022
 Panamerika-Meisterschaften
2022/2023
 Panamerika-Meisterschaften
 US-Meister
2024/2025
 Panamerika-Meisterschaften

### Straße
2016
Prolog Tour Alsace